# محسن يكانه
محسن یگانه (مواليد 23 مايو 1985)، مغني وكاتب أغاني وموسيقي وملحن وموزع موسيقى البوب الإيرانية.

## النشأة
ولد محسن في مدينة قنبد قابوس الإيرانية لأبوين إيرانيين: محمد رضا يكانه الذي قتل في حرب الخليج الأولى. وأمه كانت أستاذة جامعية. لديه أختان تكبرانه و أخ يصغره. وهو يعيش اليوم مع زوجته و ابنته في طهران. قبل أن يبدأ مسيرته الموسيقية درس الهندسة الصناعية.

## ألبوماته
| السنة | عنوان الالبوم (بالفارسي) | الناشر                            | توضيحات               |
| ----- | ------------------------ | --------------------------------- | --------------------- |
| 2006  | سال کبیسه                | الانترنت                          | ألبوم غير رسمي        |
| 2008  | نفس‌های بی‌هدف             | شركة Avai Nakissa                 | أول ألبوم رسمي        |
| 2009  | رگ خواب                  | شركة الانتاج الموسيقي Avaye Honar | ثاني ألبوم رسمي       |
| 2011  | حباب                     | شركة الانتاج الموسيقي Avaye Honar | ثالث ألبوم رسمي       |
| 2012  | EP                       | الانترنت                          | ألبوم متعدد الأغاني   |
| 2013  | نگاه من                  | شركة Avai Forohal                 | الألبوم الرسمي الرابع |

## روابط خارجية
- محسن يكانه على موقع ميوزك برينز (الإنجليزية)